# Циганська голка (казка)
«Циганська голка» (дан. Stoppenaalen) — літературна казка Ганса Крістіана Андерсена, написана в 1845 році. Історія оповідає про мандри циганської голки, яка вважала себе дуже цінною.

## Персонажі
- кухарка;
- пальці кухарки;
- циганська голка;
- шпилька для волосся;
- шматок скла;
- діти;
- яєчна шкаралупа.

## Сюжет
Якось в однієї кухарки порвалися черевики і вона вирішила зашити їх за допомогою циганської голки. Проте голка вважала себе занадто тонкою та крихкою для такої «чорнової» роботи. Врешті решт голка таки зламалася. Після цього кухарку вирішила не викидати зламану голку, а зробила з неї шпильку для хустинки. Голка дуже пишалася своїм новим призначенням, через що сильно випросталася і випала з хустинки, коли одного разу кухарка виливала помиї на кухні. Так голка потрапила до стічної канави, де познайомилася з уламком скла, який вона вважала справжнім діамантом. Невдовзі після їхнього знайомства, сильний потік води потягнув уламок скла далі уздовж канави. Проте голка не довго була на самоті. Її знайшли діти і прикололи до яєчної шкаралупи, зробивши таким чином кораблик. Врешті-решт кораблик роздавило колесо возу, через що шкаралупа повністю потрощилася, а поламана голка так і залишилася лежати на бруківці.

## Мотив
З одного боку, голка символізує пиху та погорду людського характеру. Саме ці якості змушують людей, не залежно від ситуації, в яку вони потрапили, вказувати на свою вищість над іншими, вважати себе надто особливими. Зі шпилькою голка заговорила лише тому, що думала, ніби вона золота. Зі шматком скла голка познайомилася лише тому, що вважала його діамантом.
З іншого боку, не дивлячись на всю складність ситуацій, в які потрапляла голка, вона завжди знаходила в собі сили знаходити щось хороше — спочатку вона вважала себе шпилькою, потім вона пишалася, що її добре видно на білому фоні яєчної шкаралупи.